# 15th Anniversary Complete Single Box
15th Anniversary Complete Single Box（フィフティーンス・アニバーサリー・コンプリート・シングル・ボックス）は、JUDY AND MARYのボックス・セット。2009年8月5日、エピックレコードジャパンよりリリース。

## 解説
- デビュー15周年記念企画の第2弾。デビューから解散までにリリースされたシングル全22枚を12cm化・紙ジャケット化し、セットにしたもの。全曲デジタルリマスタリングが施されている。しかしながら、すべてのジャケットが復刻されているわけではなく、一部オリジナルとは違うショットのジャケットになっているものもある。
- 完全生産限定盤。下記のCD22枚+15th Anniversary Tシャツ+オリジナルステッカー2枚という豪華な内容で発売。Tシャツが特典として付くのはラストシングル「PEACE -strings version-」以来となる。
- 18thシングル「Brand New Wave Upper Ground」は、当初ソーホワット?レコーズ(SO What? Records)から発売されていたので、シングルの形としては本作で初めてエピックレコーズから発売されることとなる。
- 配信版として、『15th Anniversary Complete Single "Digital" Box』もリリースした。moraで取り扱っている。58トラックからカラオケ・ヴァージョンを除いた41曲を収録している。配信は9月21日までの期間限定となっている。
- ドラマーの五十嵐公太の『ジュディマリのドラムの人。』のDVD（1997年発売のVHSをDVD化）も同時発売されている。

## 収録内容
詳細についてはそれぞれの項目を参照。
1. (Disc 1)  POWER OF LOVE
2. (Disc 2)  BLUE TEARS
3. (Disc 3)  DAYDREAM/キケンな2人
4. (Disc 4)  Hello! Orange Sunshine/RADIO
5. (Disc 5)  Cheese "PIZZA"/クリスマス
6. (Disc 6)  小さな頃から/自転車
7. (Disc 7)  Over Drive
8. (Disc 8)  ドキドキ
9. (Disc 9)  そばかす
10. (Disc 10) クラシック
11. (Disc 11) くじら12号
12. (Disc 12) ラブリーベイベー
13. (Disc 13) LOVER SOUL
14. (Disc 14) 散歩道
15. (Disc 15) ミュージック ファイター
16. (Disc 16) イロトリドリ ノ セカイ
17. (Disc 17) 手紙をかくよ
18. (Disc 18) Brand New Wave Upper Ground
19. (Disc 19) ひとつだけ
20. (Disc 20) mottö
21. (Disc 21) ラッキープール
22. (Disc 22) PEACE -strings version-